# Inese Vaidere
Inese Vaidere (3. september 1952 i Jelgava i Lettiske SSR) er en lettisk politiker og medlem af Europa-Parlamentet siden 2004.
Vaidere er tidligere viceborgmester i Letlands hovedstad Riga og parlamentsmedlem i Saeimaen. Hun blev valgt til Europa-Parlamentet i 2004 for partiet Tēvzemei un Brīvībai/LNNK (For Fædreland og Frihed/LNNK); en del af EU-parlamentsgruppen Unionen for nationernes Europa. I 2009 blev Vaidere valgt til Europa-Parlamentet for partiet Pilsoniskā savienība (Medborgerunionen); en del af EU-parlamentsgruppen Gruppen for Det Europæiske Folkeparti.